# Park Han-byul
Park Han-byul (* 17. November 1984 in Seoul) ist eine südkoreanische Schauspielerin und Model. Sie besitzt einen Online-Shop. Park führte eine Beziehung mit dem Sänger Se7en.

## Filmografie

### Filme
- 2003: Wishing Stairs (여고괴담 세번째이야기 - 여우계단)
- 2008: Fate – Es wird nur einer siegen!
- 2009: Yoga Hakwon (요가학원)
- 2010: Size 55 (55사이즈)
- 2011: My Black Mini Dress (마이 블랙 미니드레스)
- 2012: Two Moons (두 개의 달)
- 2013: Bunshinsaba 2 (chinesisch 筆仙Ⅱ)

### Fernsehserien
- 2003: My Fair Lady (요조숙녀)
- 2004: Han River Ballad
- 2006: Couple or Trouble (환상의 커플)
- 2006: Freeze (프리즈)
- 2007: Blue Fish
- 2007: Couple Breaking
- 2009: Jolly Widows (다함께 차차차 Dahamkke Chachacha)
- 2010: Oh! My Lady (오! 마이 레이디)
- 2011: Bolder By the Day
- 2013: One Well-Raised Daughter (잘키운 딸 하나)
- 2015: A Girl Who Sees Smells (냄새를 보는 소녀)
- 2015: I Have a Lover (애인 있어요)
- 2016: Entourage (안투라지)
- 2017: Borg Mom
- 2019: Love in Sadness (슬플 때 사랑한다)

### Auftritte in Musikvideos
- 2004: „Without You“ von 1TYM
- 2010: „Smiling Goodbye“ von Soya n Sun
- 2010: „I’m Going Crazy“ von Se7en
- 2012: „Beautiful Night“ („아름다운 밤“) von Ulala Session